# フレンチ・キスのKissラジ!
『フレンチ・キスのKissラジ!』（フレンチ・キスのキスラジ!）は、TOKYO FMなど一部のJFN系列局で放送されていた深夜放送のトーク番組である。全106回。

## 概要
2011年3月11日に発生した東日本大震災を受け、18日にフレンチ・キスのメンバーが自分達に出来る事は何かないだろうかと話し合い、被災地でも聴きやすいという事でラジオをやりたいとスタッフと相談。21日にTOKYO FMでラジオ番組が開始される事になったと発表された。番組タイトルはファンから公募され、第1回目の放送から2012年7月1日までは『フレンチ・キスのKissラジ!〜あなたへのYELL〜』（フレンチキスのキスラジ! あなたへのエール）というタイトルであったが、2012年7月8日から番組終了まで『フレンチ・キスのKissラジ!』というタイトルとなった。
放送開始から2012年9月30日の放送まで毎週日曜0:00 - 0:30（毎週土曜24:00 - 24:30）の放送であったが、柏木由紀として初の冠番組『柏木由紀のYUKIRIN TIME』の放送開始に伴って、同年10月8日から毎週月曜1:00 - 1:30（毎週日曜25:00 - 25:30）の放送に変更された。また、これを機にTOKYO FM以外の全てのネット局は『YUKIRIN TIME』へのネット鞍替えに伴い、TOKYO FM以外の全てのネット局は『Kissラジ!』のネットを打ち切った。
なお、1回だけ「2012年 衆議院選挙特別番組 列島タイムライン 第2部・ニッポンの行方」が2016年12月16日から17日未明にかけての放送のため、2日前倒しの同年12月15日については21:30 - 22:00に放送時間を前倒しして放送された。
番組のオープニング曲はフレンチ・キスのシングル表題曲が使われ、発売日前後に最新のシングルに更新されていた。
2012年1月1日（2011年12月31日深夜）は年越しカウントダウン特番が放送されたため放送休止。

## 出演

### 番組パーソナリティー
- フレンチ・キス
  - 柏木由紀
  - 高城亜樹
  - 倉持明日香

### ゲスト
- 大家志津香：#10（2011年6月4日）・#16（7月16日） - AKB48チームA
- 佐藤夏希：#10（2011年6月4日）・#17（7月23日） - AKB48チームB

## コーナー

### メインコーナー
- あなたへのYELL
番組初期のメインコーナー。リスナーからの悩み等をフレンチ・キスの3人が考え、最後にまとめてエールを送る。最後のエールを贈る順番は柏木→高城→倉持。
- 箱のコーナー
現在のメインコーナー。キスラジ出身の名物キャラ『ボックン』の中にあるリスナーからのメッセージを基に、3人がトークしていく。

### ソロコーナー
柏木が単独で出演したことが一度だけあり（#9、2011年5月28日放送）、それがきっかけで個人のラジオスキル上達を目的とし、月1で3人交代で送るコーナー。
- 柏木由紀のOnly today（#12、2011年6月18日）
柏木由紀のソロコーナー。柏木が一人で、BOXから出されたお題についてフリートークするコーナー。
- 劇団アキ・タカジョウ（#15、2011年7月9日）
高城亜樹のソロコーナー。高城が一人で何役も演じる、ショートストーリーの朗読劇。
- 倉持明日香のなるほど・プロレス・ハイスクール（#24、2011年9月10日）
倉持明日香のソロコーナー。倉持が、大好きなプロレスについてクイズ形式で講義するコーナー。受講生は柏木と高城。

### 誕生日企画
メンバーのそれぞれの誕生日間近の放送回で、メンバーを祝う企画。
放送日は、柏木由紀は#16（2011年7月16日）・#66（2012年6月30日）に、倉持明日香は#24（2011年9月10日）・#75（2012年9月1日）に、高城亜樹は#27（2011年10月1日）・#77（2012年9月15日）に、それぞれにまつわるエピソード等を語ったり、誕生日プレゼントを贈ったりした。

### 受験生の君なら大丈夫
受験に頑張る受験生の悩みや現状報告、また過去に受験を経験した先輩リスナーからの受験に向けてのアドバイスや受験のエピソードを募集する期間限定のコーナー。テーマソングは、「君なら大丈夫」。
放送日は、一年目は#37（2011年12月10日）～#49（2012年3月3日）まで。二年目は、#89（2012年12月9日）～#102（2013年3月11日）までである。

### フレンチ･キスが選ぶ勝手に○○ソング･アワード
三人がテーマに沿った曲を選び、その曲にまつわる話をし、最後にどれか一曲をラジオに流す(太字となっているのが、放送で流したもの)。
AKB48関連ソング/#48、2月25日放送
- 元気が出る・テンションが上がる曲アワード
柏木： 遠距離ポスター
高城：フリしてマネして
倉持：恋のお縄
- カラオケで歌いたくなる曲アワード
柏木：桜の木になろう
高城：AKB48
倉持：エリアK
- 夜眠る前に聴きたい曲アワード
柏木：君について
高城：なんて素敵な世界に生まれたのだろう
倉持：To be continued.

アイドルソング/#56、4月21日放送
- 自分へのエールソングアワード
柏木：モーニング娘。 / I WISH
高城：少女時代 / BORN TO BE A LADY
倉持：AKB48（チームK） / 街角のパーティー
- ちょっと恋してみたくなっちゃう曲アワード
柏木：タンポポ / 恋をしちゃいました!
高城：AKB48（チームK） / ボーイフレンドの作り方
倉持：SPEED / 指環
- ザ・アイドルソングアワード
柏木：松田聖子 / 青い珊瑚礁
高城：安室奈美恵 / CAN'T SLEEP, CAN'T EAT, I'M SICK
倉持：SPEED / ALIVE

夏ソング/#74、8月25日放送
- 男性ボーカル・夏ソングアワード
柏木：ゆず / 夏色
高城：ORANGE RANGE / イケナイ太陽
倉持：クレイジーケンバンド / 夏っ子
- 女性ボーカル・夏ソングアワード
柏木：松田聖子 / 渚のバルコニー
高城：ZONE / secret base 〜君がくれたもの〜
倉持：いきものがかり / 夏空グラフィティ
- AKB関連・夏ソングアワード
柏木：フライングゲット
高城：人魚のバカンス
倉持：僕の打ち上げ花火

AKB48新組閣発足ウエイティング公演記念勝手にセットリストを考えるAKB48ソング/#82、10月21日放送
- ライブの一曲目に歌いたいAKB関連ソングアワード
柏木：大声ダイヤモンド
高城：Dreamin' girls
倉持：RESET
- ライブのラストに歌いたいAKB関連ソングアワード
柏木：夕陽を見ているか?
高城：桜色の空の下で
倉持：掌
- アンコールに歌いたいAKB関連ソングアワード
柏木：チームB推し
高城：AKB参上
倉持：逆上がり

## 特別番組
- フレンチ・キスのKissラジ!〜エクストラ〜成人式スペシャル!!（#41）

TOKYO FMで2012年1月9日[月]2:00 - 3:00（8日[日]26:00 - 27:00）に放送。
- フレンチ・キスのKissラジ!〜一夜限りの復活スペシャル！

TOKYO FMで2014年10月5日[日]19:00 - 19:55に放送。
新曲「思い出せない花」発売を記念して、一夜限りの復活。
- フレンチ・キスのKissラジ!Last

TOKYO FMで2015年10月11日[日]19:00 - 19:55に放送。
解散前最後の放送、一夜限りの復活。

## ネット局・放送時間

### 2012年10月から放送終了まで
- TOKYO FM（制作局）：月曜 1:00 - 1:30（日曜 25:00 - 25:30）

### 放送開始から2012年9月まで
TOKYO FM以外は基本的に1週遅れであった。オープニングとエンディングのトークで季節の行事やイベントなどの告知で内容が一部異なる場合があった。土曜日の放送の局では翌日の日曜日に行われるイベントの告知があり、日曜日の放送の局では開催されたイベントがあったことの報告の話題が話されることがあった。
- TOKYO FM（制作局） 日曜 0:00 - 0:30（土曜 24:00 - 24:30）
前枠の「桑田佳祐のやさしい夜遊び」がスペシャルで延長される場合は、日曜の1:00 - 1:30（土曜の25:00 - 25:30）に放送時間を変更したことがあった。
- エフエム岩手 日曜 0:00 - 0:30（土曜 24:00 - 24:30）
- ふくしまFM 日曜 3:30 - 4:00（土曜 27:30 - 28:00）
- Date FM 日曜 21:00 - 21:30

以上の各局は東日本大震災の被災3県。
- エフエム鹿児島 金曜 21:00 - 21:30（2012年4月から）
- AIR-G' 土曜 6:00 - 6:30（2012年4月から）
- 広島エフエム放送 土曜 20:30 - 21:00（2012年4月から）
- FM熊本 日曜 2:00 - 2:30（土曜 26:00 - 26:30）（2012年7月8日（7日未明）から）
- FM FUKUOKA 日曜 3:00 - 3:30（土曜 27:00 - 27:30）（2012年4月から）
- エフエム高知 月曜 0:00 - 0:30（日曜 24:00 - 24:30）（2012年4月から）
- FM OSAKA 月曜 5:00 - 5:30（2012年4月から）
- エフエム愛知 火曜 20:30 - 21:00（2012年4月から）
- FM新潟 木曜 19:00 - 19:30（2012年7月5日から）